# Seznam belgijskih športnikov
Seznam belgijskih športnikov.

## Seznami
- Seznam belgijskih dirkačev
- Seznam belgijskih kolesarjev
- Seznam belgijskih nogometašev
- Seznam belgijskih judoistov
- Seznam belgijskih plavalcev
- Seznam belgijskih namizni tenisačev
- Seznam belgijskih tenisačev
- Seznam belgijskih atletov
- Seznam belgijskih triatloncev